# نامدار غوشناسب
كان نامدار غوشناسب قائدًا عسكريًا إيرانيًا بارزًا في إيران الساسانية في القرن السابع، ولعب دورًا رئيسيًا خلال المراحل الأولى من الحرب الأهلية الساسانية في 628-632. وكان زعيم النيمروزي، وهو فصيل سُمّي على اسم منطقة نيمروز الحدودية الجنوبية الشرقية، حيث كان يتمركز الفصيل.